# Райдер, Альберт Пинкхем
Альберт Пинкхэм Райдер (англ. Albert Pinkham Ryder, 19 марта 1847 —- 28 марта 1917) — американский художник-тоналист, известный своими атмосферными аллегорическими полотнами. Многие искусствоведы считают его предтечей модернизма.

## Биография
Альберт Пинкхэм Райдер родился в 1847 году в Нью-Бедфорде, штат Массачусетс. У Райдеров было четверо детей; Альберт был младшим из них. В 1867 году Райдеры уехали в Нью-Йорк, где их старший сын содержал ресторан и гостиницу. К этому времени Альберт уже какое-то время занимался живописью, рисуя в основном пейзажи.
Хотя старые публикации часто изображают Альберта Райдера самоучкой и отшельником, современные исследования его жизни доказывают, что это не так. В Нью-Йорке он брал уроки живописи у художника Уильяма Эдгара Маршалла, а с 1870 по 1873 обучался в Национальной академии дизайна. В 1877 году он предпринял своё первое путешествие в Европу, где изучал работы художников барбизонской и гаагской школ, которые наложили глубокий отпечаток на его собственное творчество. В том же году он стал одним из основателей Общества американских художников, к которому также принадлежали Огастес Сент-Годенс, Роберт Суэйн Гиффорд, близкий друг Райдера Джулиан Олден Уир, Джон Ла Фарж и Александр Хельвиг Уайент. Большинство его работ этого периода представляли собой пейзажи, выдержанные в духе тонализма.
С годами известность Райдера росла. В 1880-e и 1890-e годы он регулярно выставлялся и получал хорошие отзывы от критиков. В эти годы его картины стали более загадочными и поэтичными; обычно они изображали — в зыбкой, расплывчатой манере, — литературных и мифологических персонажей среди таинственных призрачных пейзажей. Писал он энергично и достаточно небрежно, мешая лак с красками, в результате чего многие его работы находятся сегодня в плохом состоянии: со временем они темнели и осыпались или, наоборот, не просыхали до конца месяцами.
Около 1900 года умер отец Райдера. С этого момента он практически перестал заниматься живописью, лишь изредка дописывая или переделывая свои старые работы, которые были разбросаны в беспорядке по его нью-йоркской квартире. Знакомые, посещавшие его в те годы, свидетельствуют, что он, очевидно, с тех пор никогда не убирался: его дом был завален мусором, повсюду стояли немытые тарелки с засохшими остатками старой еды, пол и мебель были покрыты густым слоем пыли. Он был замкнут и робок и, по всей видимости, не нуждался в чужом обществе, но редких посетителей принимал с радушием, а также поддерживал контакты со старыми знакомыми. К 1915 году здоровье его сильно ухудшилось, и в 1917 году он умер в доме друга, ухаживавшего за больным художником. Похоронен он был в родном Бедфорде.
Тем временем популярность Райдера в артистических кругах только увеличивалась. В 1913 году десять его полотен были представлены на знаменитой Арсенальной выставке, ознаменовавшей рождение нового искусства США. В 1918 году, спустя год после смерти художника, Метрополитен-музей организовал крупную ретроспективную выставку. Творчество Райдера повлияло на многих художников последующего поколения, в том числе на молодого Джексона Поллока.

## Галерея

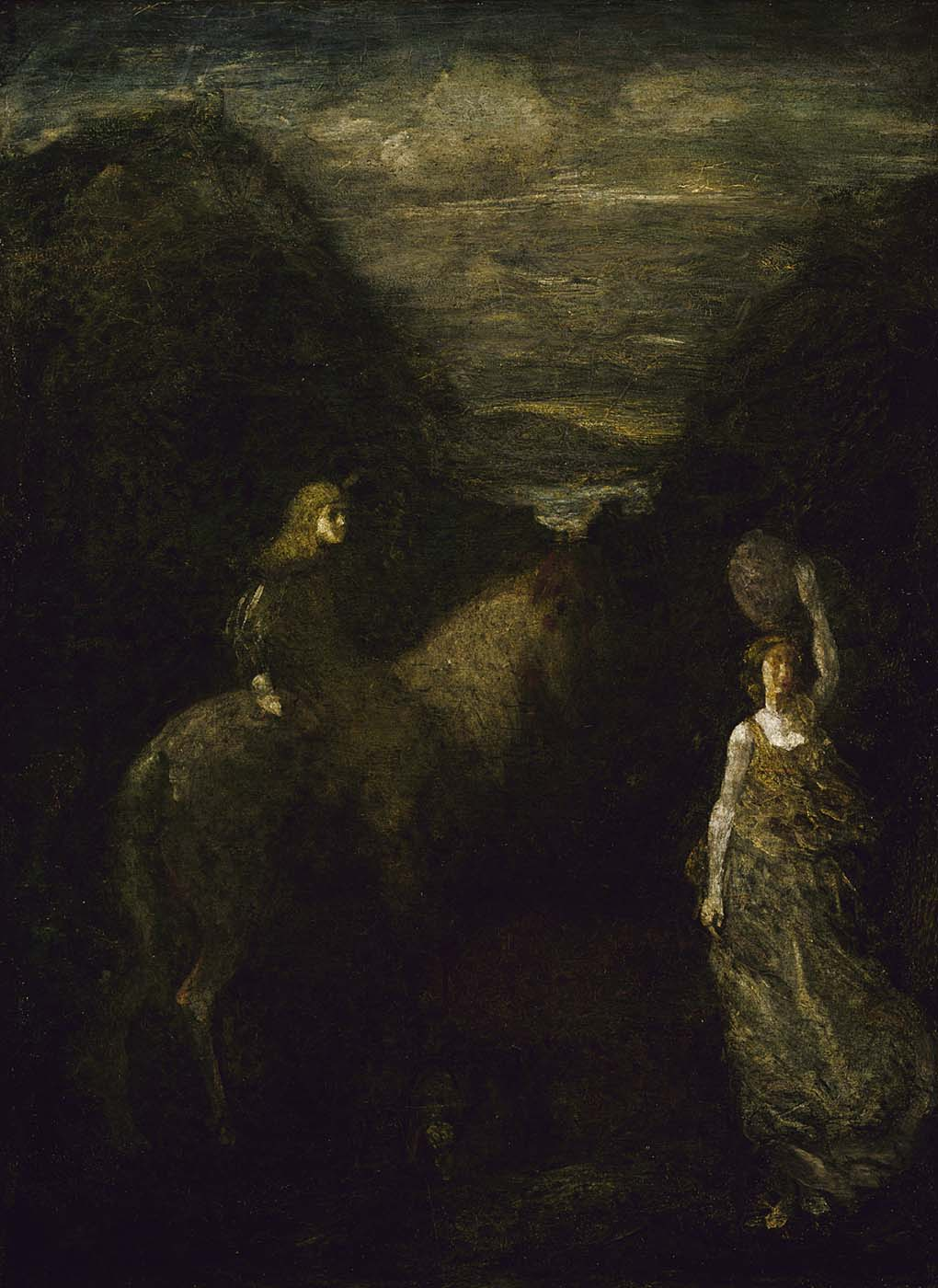
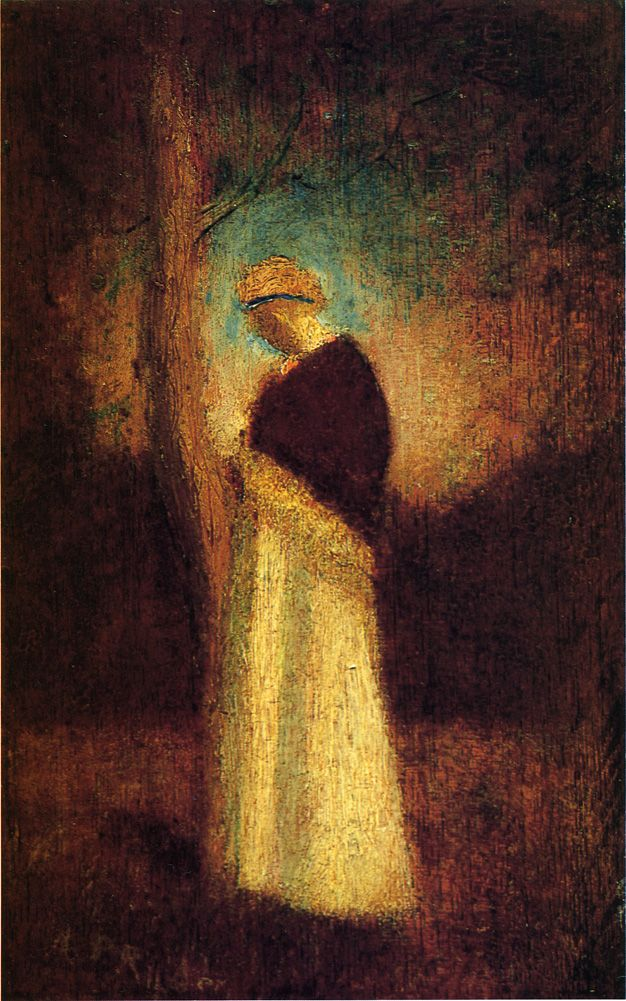
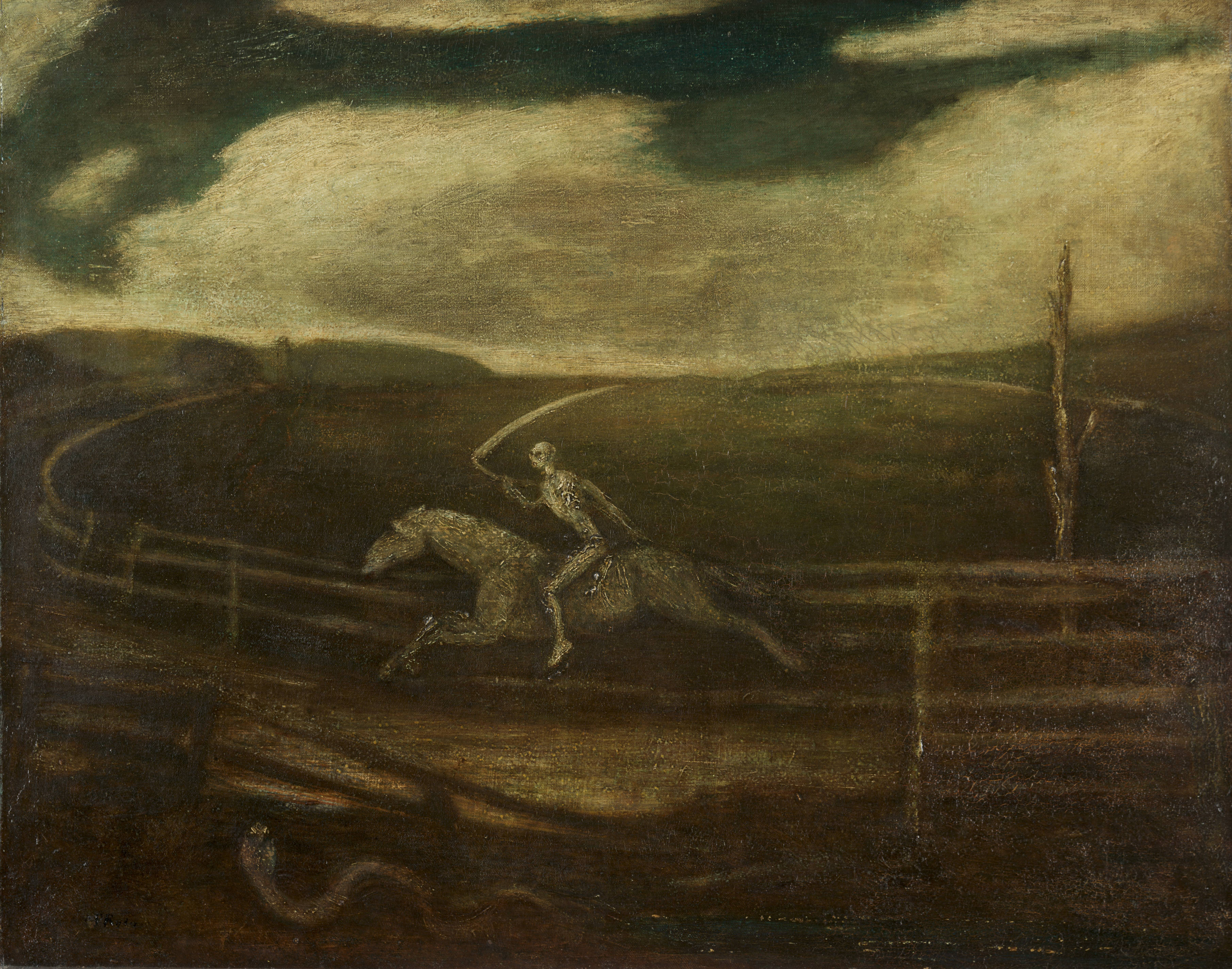
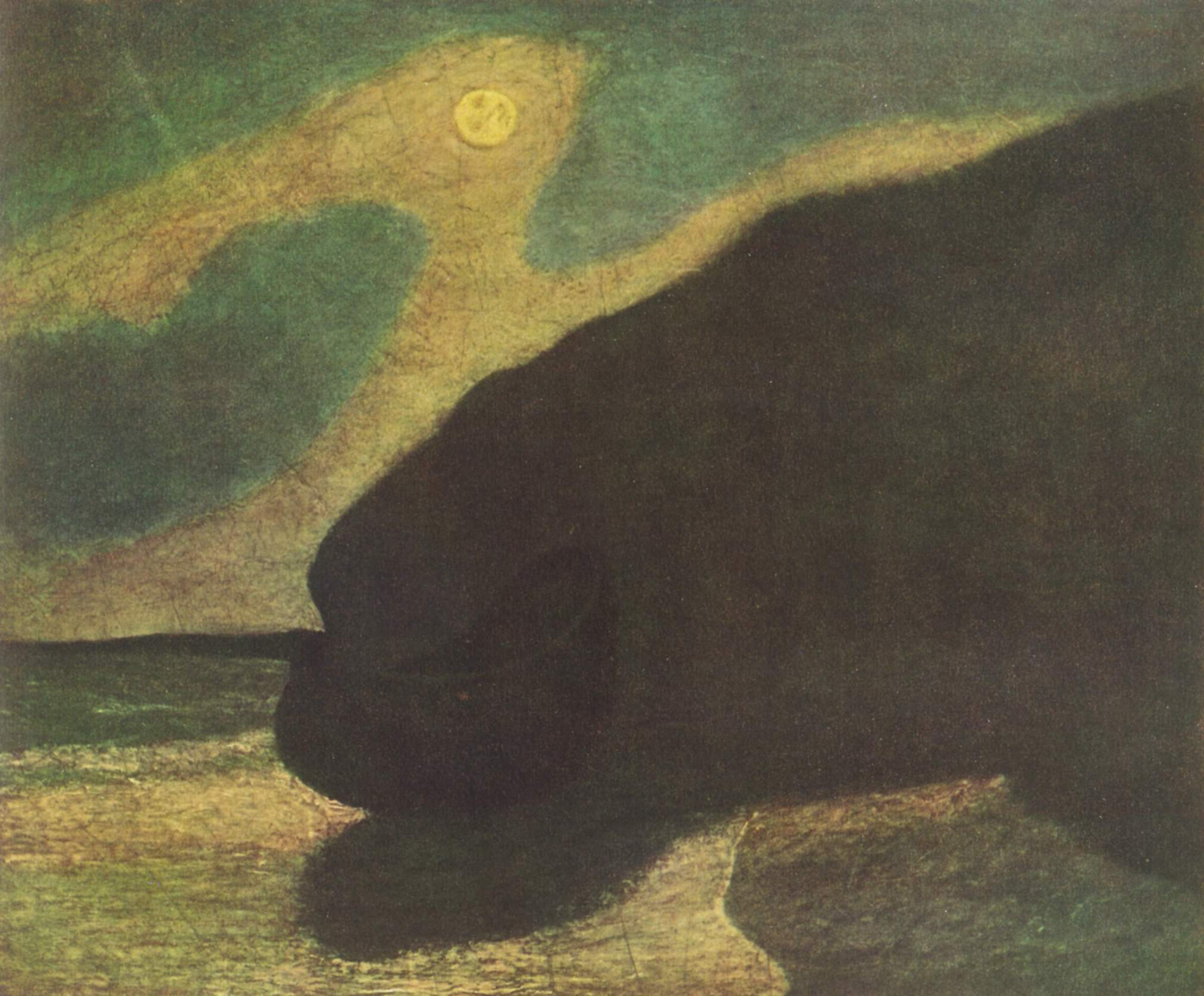
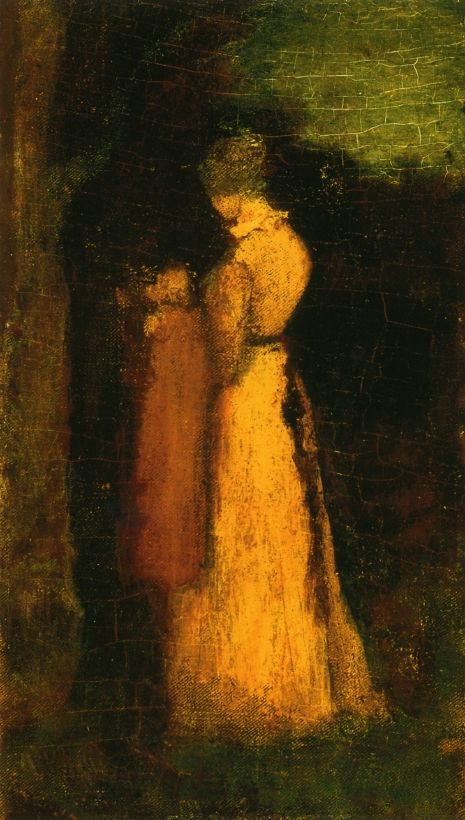
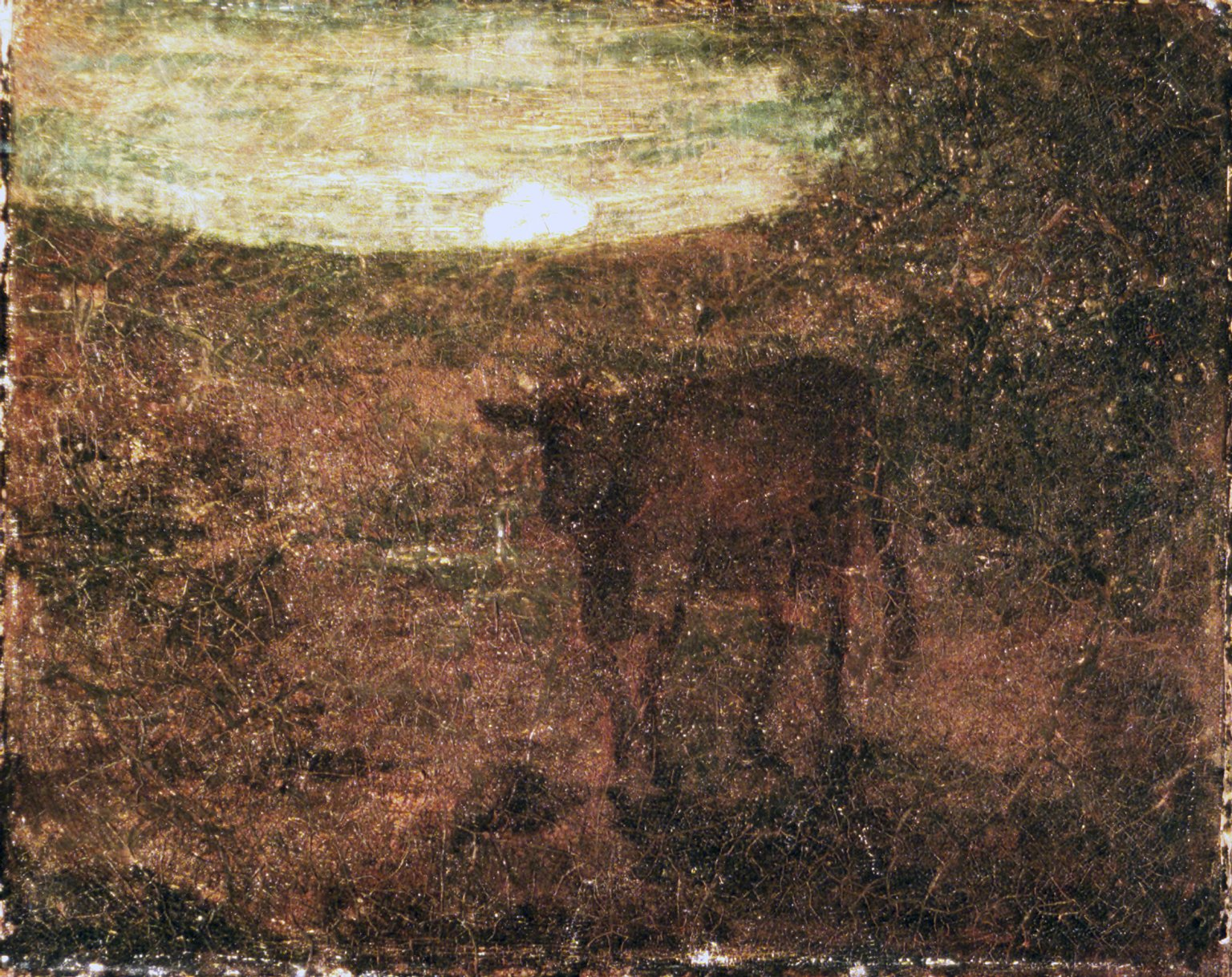
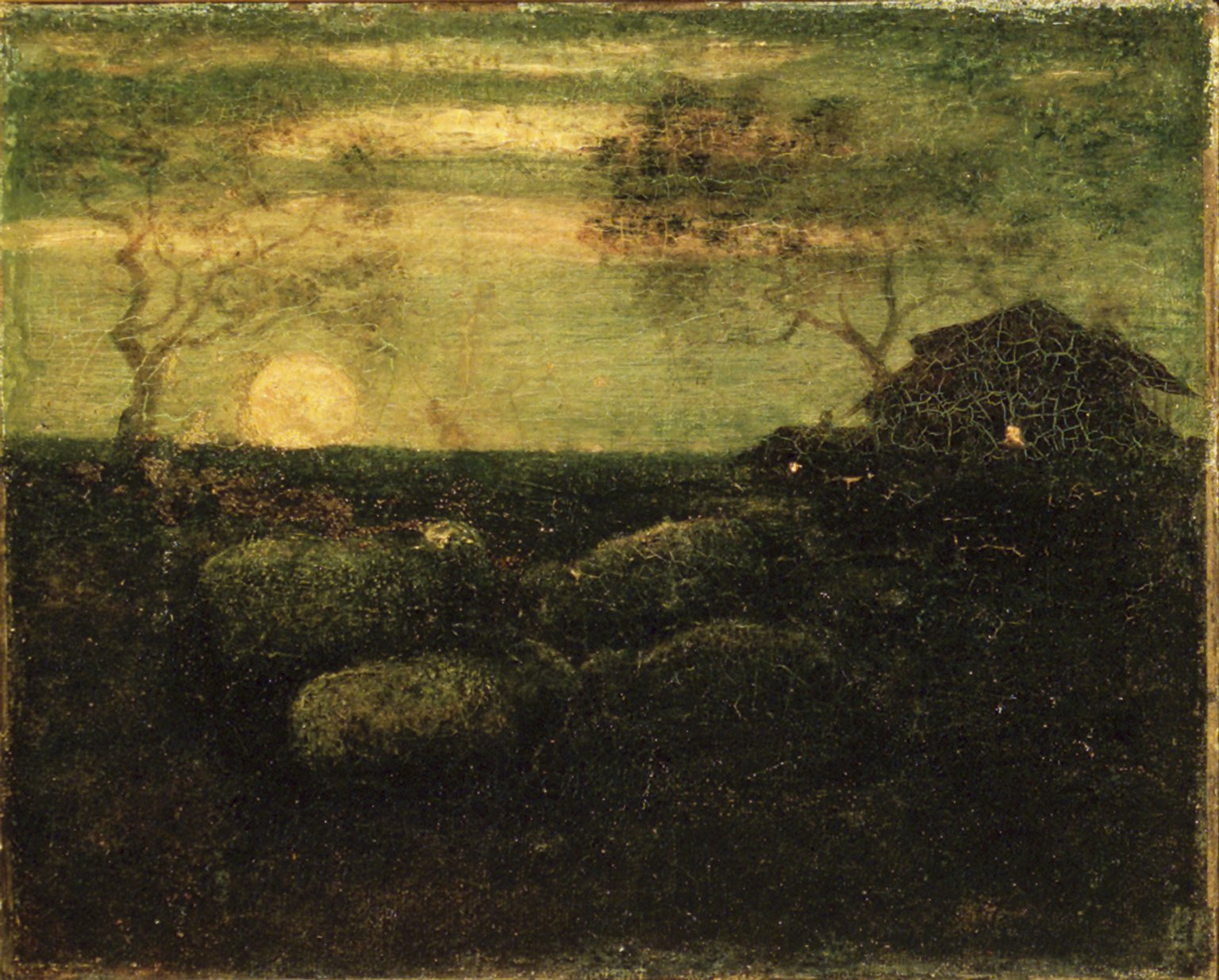
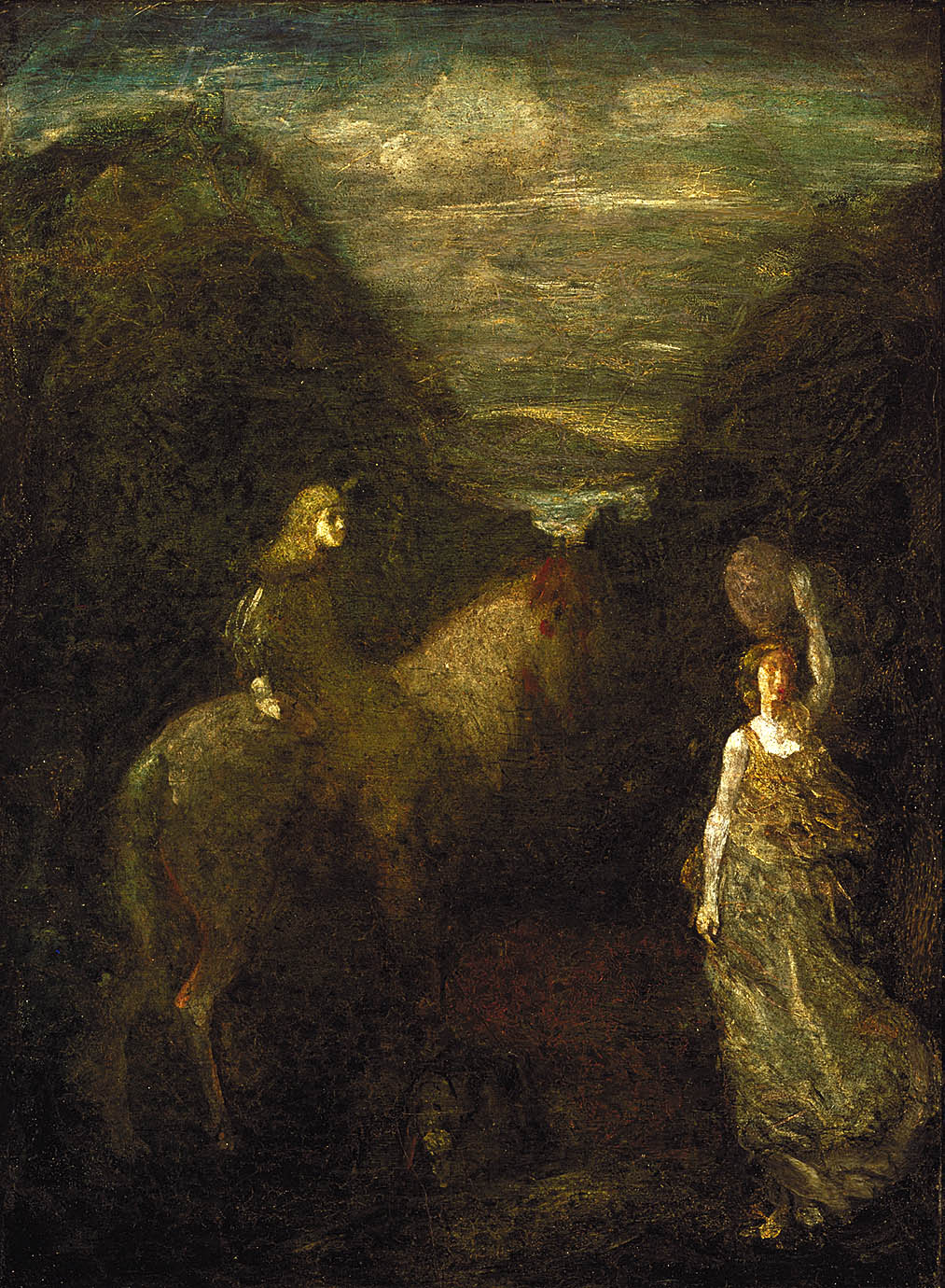